# TU9

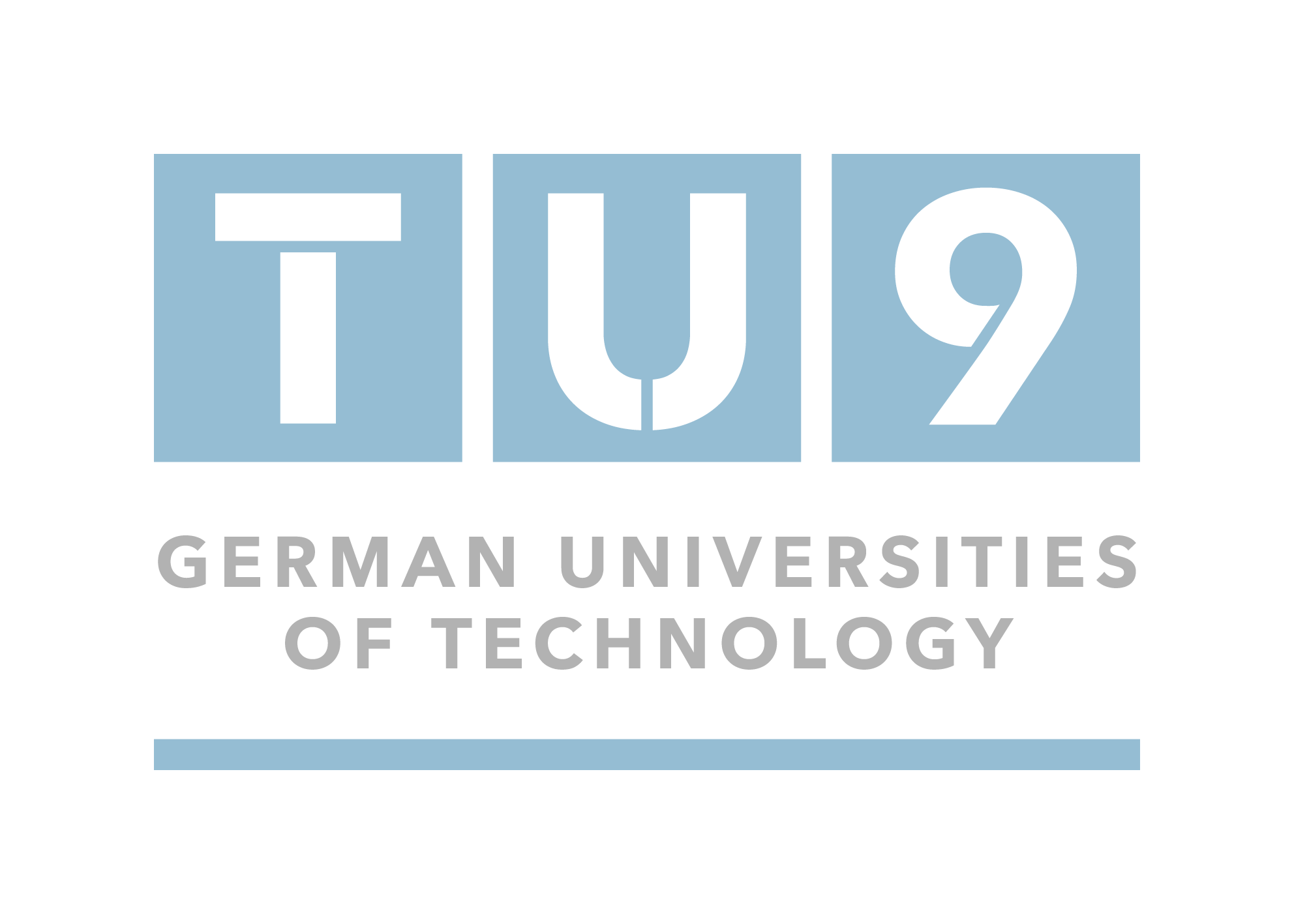
Logo của TU9

TU9 German Universities of Technology e. V. là liên minh của chín trường đại học kỹ thuật hàng đầu ở Đức. Chủ tịch hiện tại của TU9 là Wolfram Ressel, hiệu trưởng của Đại học Stuttgart.

## Tổng quan
TU9 được thành lập năm 2003 với tư cách là một tập đoàn không chính thức của các Viện Công nghệ ở Đức được thành lập trước năm 1900. Chủ tịch sáng lập của TU9 là Horst Hippler, cũng là chủ tịch của Đại học Karlsruhe. Hiệp hội đã đăng ký ("e. <span typeof="mw:Entity" id="mwFA">&nbsp;</span> V. ") TU9 Viện công nghệ Đức e.V. được thành lập long trọng vào ngày 26 tháng 1 năm 2006 tại TU Braunschweig. Trụ sở chính của nó là ở Berlin. Các chủ tịch sau (hoặc đại diện của họ) đã tham dự thành lập và ký giấy chứng nhận thành lập:
- Konstantin Meskouris, người bảo trợ của RWTH Aachen
- Jörg Steinbach, chủ tịch của TU Berlin
- Jürgen Hesselbach, chủ tịch của TU Braunschweig
- Johann-Dietrich Worner, chủ tịch của TU Darmstadt
- Hermann Kokenge, hiệu trưởng TU Dresden
- Erich Barke, chủ tịch của Đại học Leibniz Hannover
- Horst Hippler, Hiệu trưởng Học viện Công nghệ Karlsruhe
- Wolfgang A. Herrmann, chủ tịch của TU Munich
- Dieter Fritsch, hiệu trưởng trường đại học Stuttgart

Nhiệm vụ của tổ chức này là đóng vai trò liên lạc cho xã hội, kinh tế và chính trị, đặc biệt là giáo dục kỹ sư đại học. Các thành viên của TU9 công nhận lẫn nhau bằng cử nhân và thạc sĩ của họ, do đó, hỗ trợ sự phát triển của quy trình Bologna và đảm bảo chất lượng liên quan đến giáo dục kỹ sư đại học. 